# Enigmata
Enigmata je studiové album Johna Zorna. Album vyšlo 12. července 2011 u Tzadik Records. Album produkoval John Zorn a hrají na něm Marc Ribot a Trevor Dunn.

## Seznam skladeb
Všechny skladby napsal(i) John Zorn. 
| Pořadí         | Název           | Délka |
| -------------- | --------------- | ----- |
| 1.             | Enigmata One    | 3:07  |
| 2.             | Enigmata Two    | 3:36  |
| 3.             | Enigmata Three  | 4:24  |
| 4.             | Enigmata Four   | 3:18  |
| 5.             | Enigmata Five   | 2:56  |
| 6.             | Enigmata Six    | 4:42  |
| 7.             | Enigmata Seven  | 4:06  |
| 8.             | Enigmata Eight  | 4:31  |
| 9.             | Enigmata Nine   | 4:31  |
| 10.            | Enigmata Ten    | 3:20  |
| 11.            | Enigmata Eleven | 2:19  |
| 12.            | Enigmata Twelve | 2:45  |
| Celková délka: | Celková délka:  | 43:41 |

## Sestava
- Marc Ribot – kytara[4]
- Trevor Dunn – baskytara